# Удмуртський авангардизм

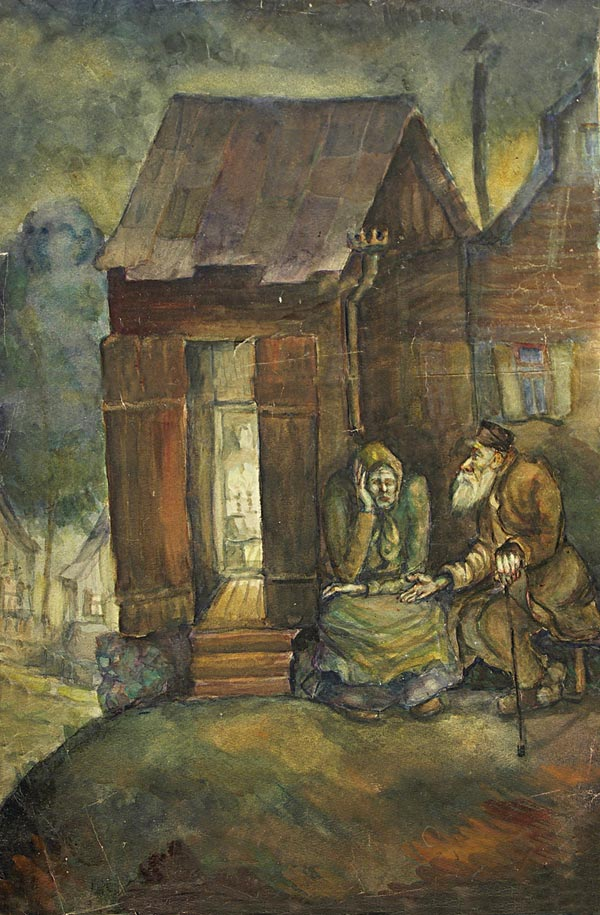
"Містечко". В.А.Сулимо-Самойло

Удму́ртський авангарди́зм — напрямок в авангардизмі, який проявився в творах удмуртських митців.
Авангардизм — умовна назва художнього руху в образотворчому мистецтві XX століття, для якого характерне досягнення корінного оновлення художньої практики, розрив з її стійкими принципами і традиціями (в тому числі і з реалізмом), пошук нового, незвичного вмісту, засобів вираження та форм творів.

## 1920-1930-ті
В мистецтві Удмуртії авангардизм не має давніх та міцних традицій, але в 1920—1930-тих роки деякі художники відчули вплив футуризму, конструктивізму та інших напрямків. В роки німецько-радянської війни у Іжевську та Воткінську працював В.А.Сулімо-Самойло, представник школи аналітичного мистецтва П.М.Філонова.

## 1960-ті
Починаючи з 1960-их років багато художників Удмуртії опановували в рамках соціалістичного реалізму дослід живопису постімпресіонізму та експресіонізму.

## 1980-ті
Чіткої межі між соціалістичним реалізмом та авангардизмом в мистецтві Удмуртії не було і пізніше. З 1988 року місцеві молоді художники-авангардисти в противагу офіційним виставкам Союзу художників УАРСР проводять свої виставки. Вернісажі зазвичай перетворюються в екзотичні, епатовані дійства, іноді з етнографічним відтінком та археологічними реконструкціями в дусі пермського звіриного стилю («шаман-арт»). Зустрічаються і політичні актуальні теми. З різним степенем смаку та майстерності послідовники авангардизму створюють в Удмуртії живописанні, графічні та скульптурні твори в дусі експресіонізму, примітивізму, гіперреалізму, сюрреалізму, поп-арту, концептуалізму, хеппенінгу та інших. Деякі з цих робіт вдало вписувалися в сучасне архітектурне середовище. Творчі групи послідовників авангардизму (Лодка, Малевич-центр, Іжевський клуб) включали також рок-музикантів, режисерів, літераторів.

## Творчість
Провідні художники — В. І. Калінін, Е. В. Касімов, І. М. Кругов, С. А. Орлов, А. В. Пілін, А. Ю. Чернишев, В. П. Чувашев.
Основні групові виставки — «Москва-Іжевськ. Да!» (1988), «Нагота очима XX століття» (1990), «Монохром», «Танатус», «Х-Аннет» (1991), «Іжевська екзотика» (1992), «Реліктовий пояс» (1993), «Іжевський синдром» (1994).